# Новый Свет (Хмельницкая область)
Новый Свет (укр. Новий Світ) — село в Городокском районе Хмельницкой области Украины.
Население по переписи 2001 года составляло 295 человек. Почтовый индекс — 32025. Телефонный код — 3251. Занимает площадь 1,6 км². Код КОАТУУ — 6821285801.

## Местный совет
32025, Хмельницкая обл., Городокский р-н, с. Новый Свит, ул. Чорновола, 11